# بانو صحرا
بانو صحرا هي قرية في مقاطعة ساوجبلاغ، إيران. يقدر عدد سكانها بـ 532 نسمة بحسب إحصاء 2016.